# Morti nel 2019/Dicembre
| Questa pagina contiene informazioni ricavate automaticamente dalle voci biografiche con l'ausilio del template Bio e di un bot. L'aggiornamento è periodico e automatico e ricostruisce completamente la pagina. Se manca una persona in questa lista, sei pregato di non aggiungerla, ma accertati piuttosto che la sua voce biografica contenga il template Bio e che i dati anagrafici siano correttamente compilati. Se il template Bio manca, inseriscilo tu stesso o, in alternativa, metti l'avviso {{tmp\|Bio}} che ne segnala la mancanza. Se i dati riportati sono sbagliati, correggi direttamente la voce biografica; le modifiche saranno visibili in questa lista entro pochi giorni. Per chiarimenti vedi il progetto biografie. La lista contiene solo le 192 persone che sono citate nell'enciclopedia e per le quali è stato implementato correttamente il template Bio. Pagina aggiornata al 10 ago 2025. |

- 1º dicembre - Henri Biancheri, calciatore francese (n. 1932)
- 1º dicembre - Mariss Jansons, direttore d'orchestra lettone (n. 1943)
- 1º dicembre - Shelley Morrison, attrice statunitense (n. 1936)
- 1º dicembre - Paul David Sirba, vescovo cattolico statunitense (n. 1960)
- 1º dicembre - Pat Sullivan, giocatore di football americano statunitense (n. 1950)
- 2 dicembre - Richard Easton, attore canadese (n. 1933)
- 2 dicembre - D.C. Fontana, sceneggiatrice e scrittrice statunitense (n. 1939)
- 2 dicembre - Francesco Janich, calciatore, allenatore di calcio e dirigente sportivo italiano (n. 1937)
- 2 dicembre - Domenico Lenarduzzi, funzionario italiano (n. 1936)
- 2 dicembre - Massimo Marchesotti, pittore, direttore di coro e musicologo italiano (n. 1935)
- 2 dicembre - Robert K. Massie, storico, saggista e biografo statunitense (n. 1929)
- 2 dicembre - Johann Baptist Metz, teologo tedesco (n. 1928)
- 2 dicembre - Eno Mucchiutti, baritono italiano (n. 1919)
- 2 dicembre - Mut'ib bin 'Abd al-'Aziz Al Sa'ud, principe, politico e imprenditore saudita (n. 1931)
- 3 dicembre - Giovanni Bertini, calciatore italiano (n. 1951)
- 3 dicembre - Giuseppe Bevilacqua, scrittore e traduttore italiano (n. 1926)
- 3 dicembre - Gianfranco D'Aronco, politico e filologo italiano (n. 1920)
- 3 dicembre - Nosrat Karimi, regista, sceneggiatore e attore iraniano (n. 1924)
- 3 dicembre - Hans-Dieter Krampe, calciatore tedesco orientale (n. 1937)
- 3 dicembre - Ginette Merle, cestista francese (n. 1927)
- 4 dicembre - Javier Aguirre, regista, sceneggiatore e direttore della fotografia spagnolo (n. 1935)
- 4 dicembre - Urbano Aletti, politico e banchiere italiano (n. 1923)
- 4 dicembre - Leonard Goldberg, produttore televisivo e produttore cinematografico statunitense (n. 1934)
- 4 dicembre - Ján Eugen Kočiš, vescovo cattolico slovacco (n. 1926)
- 4 dicembre - Rosa Morena, cantante e attrice spagnola (n. 1941)
- 4 dicembre - Tetsu Nakamura, medico giapponese (n. 1946)
- 5 dicembre - Pietro Brollo, arcivescovo cattolico italiano (n. 1933)
- 5 dicembre - Fulvio Antonio Iannaco, docente | Attività2 =saggista italiano (n. 1947)
- 5 dicembre - Bruno Scipioni, attore italiano (n. 1934)
- 5 dicembre - Garner Tullis, scultore e pittore statunitense (n. 1939)
- 5 dicembre - Robert Walker Jr., attore statunitense (n. 1940)
- 6 dicembre - Vittorio Bissi, calciatore e allenatore di calcio italiano (n. 1937)
- 6 dicembre - Stojanka Mutafova, attrice bulgara (n. 1922)
- 6 dicembre - Ron Leibman, attore statunitense (n. 1937)
- 6 dicembre - Mario Sossi, magistrato, avvocato e politico italiano (n. 1932)
- 6 dicembre - Brian Sparrow, allenatore di calcio e calciatore inglese (n. 1962)
- 7 dicembre - Reinhard Bonnke, predicatore e scrittore tedesco (n. 1940)
- 7 dicembre - Giuseppe Frigo, avvocato e giurista italiano (n. 1935)
- 7 dicembre - Max van Gelder, pallanuotista olandese (n. 1924)
- 7 dicembre - Ron Saunders, calciatore e allenatore di calcio inglese (n. 1932)
- 7 dicembre - Simon Streatfeild, violista, direttore d'orchestra e docente britannico (n. 1929)
- 7 dicembre - Zaza Urushadze, regista e sceneggiatore georgiano (n. 1965)
- 8 dicembre - René Auberjonois, attore e doppiatore statunitense (n. 1940)
- 8 dicembre - Massimo Bertarelli, giornalista e critico cinematografico italiano (n. 1943)
- 8 dicembre - Anna Bravo, storica e saggista italiana (n. 1938)
- 8 dicembre - Roy Cheetham, calciatore inglese (n. 1939)
- 8 dicembre - Antonio Dimitri, attore e cantante italiano (n. 1931)
- 8 dicembre - Juice Wrld, rapper e cantautore statunitense (n. 1998)
- 8 dicembre - Mario Italiani, informatico italiano (n. 1929)
- 8 dicembre - Hirokazu Kanazawa, karateka e maestro di karate giapponese (n. 1931)
- 8 dicembre - Rogério Lantres de Carvalho, calciatore portoghese (n. 1922)
- 8 dicembre - Federico Memola, fumettista italiano (n. 1967)
- 8 dicembre - Antonio Monestiroli, architetto italiano (n. 1940)
- 8 dicembre - Raffaele Pierini, calciatore e allenatore di calcio italiano (n. 1923)
- 8 dicembre - Piero Terracina, dirigente d'azienda e superstite dell'Olocausto italiano (n. 1928)
- 8 dicembre - Paul Volcker, economista statunitense (n. 1927)
- 8 dicembre - Zvonimir Vujin, pugile serbo (n. 1943)
- 9 dicembre - Marie Fredriksson, cantante svedese (n. 1958)
- 9 dicembre - Lanfranco Malaguti, chitarrista italiano (n. 1949)
- 9 dicembre - Omar Domingo Rubens Graffigna, generale argentino (n. 1926)
- 10 dicembre - Albert Bertelsen, pittore danese (n. 1921)
- 10 dicembre - Frederick B. Dent, politico statunitense (n. 1922)
- 10 dicembre - Gershon Kingsley, compositore tedesco (n. 1922)
- 10 dicembre - Jurij Michajlovič Lužkov, politico russo (n. 1936)
- 10 dicembre - Philip McKeon, attore e produttore cinematografico statunitense (n. 1964)
- 10 dicembre - Jim Smith, calciatore, allenatore di calcio e dirigente sportivo inglese (n. 1940)
- 11 dicembre - Anna Benericetti, supercentenaria italiana (n. 1906)
- 11 dicembre - Massimo Preziosi, politico e avvocato italiano (n. 1942)
- 12 dicembre - Danny Aiello, attore statunitense (n. 1933)
- 12 dicembre - Dalton Baldwin, pianista statunitense (n. 1931)
- 12 dicembre - Fabbriano, pittore italiano (n. 1936)
- 12 dicembre - Jorge Hernández, pugile cubano (n. 1954)
- 12 dicembre - Phase 2, writer statunitense (n. 1955)
- 12 dicembre - Peter Snell, mezzofondista neozelandese (n. 1938)
- 12 dicembre - Stig Sollander, sciatore alpino svedese (n. 1926)
- 13 dicembre - Luis Aldaz-Isanta, meteorologo spagnolo (n. 1925)
- 13 dicembre - Gerd Baltus, attore tedesco (n. 1932)
- 14 dicembre - Jurij Beljaev, calciatore e allenatore di calcio sovietico (n. 1934)
- 14 dicembre - John Briley, sceneggiatore statunitense (n. 1925)
- 14 dicembre - Lord Tim Hudson, disc jockey inglese (n. 1940)
- 14 dicembre - Anna Karina, attrice, sceneggiatrice e regista danese (n. 1940)
- 14 dicembre - Chuy Bravo, attore e comico statunitense (n. 1956)
- 14 dicembre - Moondog Rex, wrestler statunitense (n. 1950)
- 14 dicembre - Paulo Henrique Torquato, giocatore di football americano brasiliano (n. 1992)
- 14 dicembre - Panamarenko, pittore, scultore e inventore belga (n. 1940)
- 15 dicembre - Giustino Filippone-Thaulero, storico italiano (n. 1926)
- 15 dicembre - Carlo Ghisalberti, storico italiano (n. 1929)
- 15 dicembre - Chuck Peddle, ingegnere statunitense (n. 1937)
- 15 dicembre - Jean de Viguerie, storico francese (n. 1935)
- 16 dicembre - Mama Cax, modella haitiana (n. 1989)
- 16 dicembre - Álvaro López-García, astronomo spagnolo (n. 1941)
- 16 dicembre - Claudio Olivieri, pittore e scultore italiano (n. 1934)
- 16 dicembre - Luigi Rossi Bernardi, biochimico e politico italiano (n. 1932)
- 17 dicembre - Karin Balzer, ostacolista tedesca (n. 1938)
- 17 dicembre - Shreeram Lagoo, attore indiano (n. 1927)
- 17 dicembre - Paul Sauvage, calciatore francese (n. 1939)
- 17 dicembre - Enzio d'Antonio, arcivescovo cattolico italiano (n. 1925)
- 18 dicembre - Galina Bakšeeva, tennista sovietica (n. 1945)
- 18 dicembre - Alain Barrière, cantante francese (n. 1935)
- 18 dicembre - Herman Boone, allenatore di football americano statunitense (n. 1935)
- 18 dicembre - Kenny Lynch, cantante e attore britannico (n. 1938)
- 18 dicembre - Vincenzo Occhetta, calciatore e allenatore di calcio italiano (n. 1931)
- 18 dicembre - Claudine Auger, attrice francese (n. 1941)
- 18 dicembre - Abbey Simon, pianista statunitense (n. 1920)
- 19 dicembre - Francisco Brennand, scultore e pittore brasiliano (n. 1927)
- 19 dicembre - Maria Luisa Galli, politica italiana (n. 1930)
- 19 dicembre - Georgios Metallinos, presbitero, teologo e storico greco (n. 1940)
- 19 dicembre - Marisa Ombra, partigiana e scrittrice italiana (n. 1925)
- 19 dicembre - Beto Vidigal, calciatore portoghese (n. 1964)
- 19 dicembre - Shahdon Winchester, calciatore trinidadiano (n. 1992)
- 20 dicembre - Rick Fisher, cestista statunitense (n. 1948)
- 20 dicembre - Billy Hughes, calciatore scozzese (n. 1948)
- 20 dicembre - Junior Johnson, pilota automobilistico e dirigente sportivo statunitense (n. 1931)
- 20 dicembre - Eduard Krieger, calciatore austriaco (n. 1946)
- 20 dicembre - Pierre Maroteaux, pediatra francese (n. 1926)
- 20 dicembre - Roland Matthes, nuotatore tedesco (n. 1950)
- 20 dicembre - Francesco Paresce, fisico e astronomo italiano (n. 1940)
- 20 dicembre - Jurij Pšeničnikov, allenatore di calcio e calciatore sovietico (n. 1940)
- 21 dicembre - Jimmy Allen, giocatore di football americano statunitense (n. 1952)
- 21 dicembre - Stefan Angelov, lottatore bulgaro (n. 1947)
- 21 dicembre - Luciano Bechicchi, driver italiano (n. 1928)
- 21 dicembre - Martin Peters, calciatore e allenatore di calcio inglese (n. 1943)
- 21 dicembre - Dale Russell, paleontologo canadese (n. 1937)
- 21 dicembre - Emanuel Ungaro, stilista francese (n. 1933)
- 22 dicembre - Richard Alpert, psicologo e mistico statunitense (n. 1931)
- 22 dicembre - Gabriel Borra, ciclista su strada belga (n. 1937)
- 22 dicembre - Tony Britton, attore britannico (n. 1924)
- 22 dicembre - Myrtle Cagle, aviatrice statunitense (n. 1925)
- 22 dicembre - Fritz Künzli, calciatore svizzero (n. 1946)
- 22 dicembre - Maurizio Noci, politico italiano (n. 1937)
- 22 dicembre - Elizabeth Spencer, scrittrice statunitense (n. 1921)
- 22 dicembre - Leonzio Veggio, politico italiano (n. 1922)
- 23 dicembre - Nicola D'Alessio Monte, allenatore di calcio italiano (n. 1928)
- 23 dicembre - Carl Deckard, inventore, insegnante e imprenditore statunitense (n. 1960)
- 23 dicembre - Ahmed Gaid Salah, militare e politico algerino (n. 1940)
- 23 dicembre - George Petchey, calciatore e allenatore di calcio inglese (n. 1931)
- 23 dicembre - Michael Woolfson, fisico e saggista britannico (n. 1927)
- 24 dicembre - Farideh Firoozbakht, matematica iraniana (n. 1962)
- 24 dicembre - Walter Horak, calciatore austriaco (n. 1931)
- 24 dicembre - Sergeý Karïmov, calciatore kazako (n. 1986)
- 24 dicembre - Tony Vlastelica, cestista statunitense (n. 1929)
- 24 dicembre - Allee Willis, cantautrice e compositrice statunitense (n. 1947)
- 25 dicembre - Dario Antoniozzi, politico italiano (n. 1923)
- 25 dicembre - Giacomo Bazzan, pistard e ciclista su strada italiano (n. 1950)
- 25 dicembre - Ari Behn, scrittore danese (n. 1972)
- 25 dicembre - Táňa Fischerová, attrice e politica ceca (n. 1947)
- 25 dicembre - Ľudovít Lačný, compositore di scacchi slovacco (n. 1926)
- 25 dicembre - Lee Mendelson, produttore cinematografico statunitense (n. 1933)
- 25 dicembre - Peter Schreier, tenore e direttore d'orchestra tedesco (n. 1935)
- 25 dicembre - Albano Vicariotto, calciatore e allenatore di calcio italiano (n. 1931)
- 26 dicembre - Jocelyn Burdick, politica statunitense (n. 1922)
- 26 dicembre - Enzo Casali, politico italiano (n. 1937)
- 26 dicembre - Hans-Jörg Criens, calciatore tedesco (n. 1960)
- 26 dicembre - Roger De Wilde, pallanuotista belga (n. 1940)
- 26 dicembre - Jerry Herman, compositore, musicista e paroliere statunitense (n. 1931)
- 26 dicembre - Elia Lazzari, politico italiano (n. 1927)
- 26 dicembre - Sue Lyon, attrice statunitense (n. 1946)
- 26 dicembre - Galina Volček, attrice, direttrice artistica e politica sovietica (n. 1933)
- 27 dicembre - Julio Santaella, dirigente sportivo e calciatore spagnolo (n. 1938)
- 27 dicembre - José Varela, regista, attore e scrittore francese (n. 1933)
- 28 dicembre - Mirco Crepaldi, ciclista su strada italiano (n. 1972)
- 28 dicembre - Vilhjálmur Einarsson, triplista islandese (n. 1934)
- 28 dicembre - Milcíades Martinessi, cestista paraguaiano (n. 1947)
- 28 dicembre - Giancarlo Navarrini, rugbista a 15, pittore e fumettista italiano (n. 1935)
- 29 dicembre - LaDell Andersen, cestista, allenatore di pallacanestro e dirigente sportivo statunitense (n. 1929)
- 29 dicembre - Carla Calò, attrice italiana (n. 1926)
- 29 dicembre - Alasdair Gray, scrittore, grafico e illustratore scozzese (n. 1934)
- 29 dicembre - Neil Innes, cantante, attore e polistrumentista britannico (n. 1944)
- 29 dicembre - Sidney Littlefield Kasfir, critica d'arte statunitense
- 29 dicembre - Kirill Pogorelov, giocatore di calcio a 5 russo (n. 1987)
- 29 dicembre - Harry Villegas, militare cubano (n. 1940)
- 29 dicembre - Zhang Jiaxiang, astronomo cinese (n. 1932)
- 30 dicembre - Don Alden Adams, predicatore statunitense (n. 1925)
- 30 dicembre - Vanessa Beeman, insegnante e scrittrice britannica (n. 1944)
- 30 dicembre - Marie Devereux, attrice e modella britannica (n. 1940)
- 30 dicembre - Antônio Dumas, allenatore di calcio brasiliano (n. 1955)
- 30 dicembre - Jan Fedder, attore tedesco (n. 1955)
- 30 dicembre - Jack Garfein, regista, sceneggiatore e insegnante statunitense (n. 1930)
- 30 dicembre - Marion Chesney, scrittrice britannica (n. 1936)
- 30 dicembre - Prosper Grech, cardinale, arcivescovo cattolico e teologo maltese (n. 1925)
- 30 dicembre - Maria Grazia Mara, storica italiana (n. 1923)
- 30 dicembre - Giovanni Innocenzo Martinelli, vescovo cattolico italiano (n. 1942)
- 30 dicembre - Syd Mead, designer e illustratore statunitense (n. 1933)
- 30 dicembre - Carl-Heinz Rühl, calciatore tedesco (n. 1939)
- 30 dicembre - Henadz' Valjukevič, triplista bielorusso (n. 1958)
- 31 dicembre - Valeriano Balloni, calciatore italiano (n. 1934)
- 31 dicembre - Djimrangar Dadnadji, politico ciadiano (n. 1954)
- 31 dicembre - Ratko Janev, fisico macedone (n. 1939)
- 31 dicembre - Carlo Quartucci, regista, attore e scenografo italiano (n. 1938)
- 31 dicembre - Eva Sørensen, scultrice danese (n. 1940)
- 31 dicembre - Vic Juris, musicista e chitarrista statunitense (n. 1953)
- 31 dicembre - Martin West, attore statunitense (n. 1937)